# 2020 год в кино
В данной статье представлены списки топ-10 самых кассовых фильмов года, самих фильмов, вышедших в течение года и наград, полученных фильмами за 2020 год.
В результате влияния пандемии COVID-19 на производство фильмов и закрытия кинотеатров, многие фильмы были отменены или перенесены. Также большинство фильмов, в результате закрытия кинотеатров, выпускалось на различных стриминговых сервисах.
Более подробную информацию о влиянии пандемии COVID-19 на кинематограф см. в статье «Влияние пандемии COVID-19 на кинематограф».

## Самые кассовые фильмы
| Место | Название                                  | Студия                       | Мировые кассовые сборы |
| ----- | ----------------------------------------- | ---------------------------- | ---------------------- |
| 1     | Истребитель демонов: Поезд «Бесконечный»  | Ufotable                     | $503 048 471           |
| 2     | Восемь сотен                              | CMC Pictures Holdings        | $472 000 000           |
| 3     | Мой народ, моя родина                     | China Lion Film Distribution | $433 241 288           |
| 4     | Плохие парни навсегда                     | Sony Pictures                | $426 505 244           |
| 5     | Довод                                     | Warner Bros.                 | $363 129 000           |
| 6     | Соник в кино                              | Paramount Pictures           | $319 715 683           |
| 7     | Удивительное путешествие доктора Дулиттла | Universal Studios            | $245 295 766           |
| 8     | Цзян Цзыя: Легенда об обожествлении       | Beijing Enlight Pictures     | $240 656 068           |
| 9     | Маленький красный цветок                  | HG Entertainment             | $238 600 000           |
| 10    | Ударная волна 2                           | Universe Films Distribution  | $226 320 000           |

### Лидеры проката России
| Место | Название                                  | Студия                 | Кассовые сборы (руб.) |
| ----- | ----------------------------------------- | ---------------------- | --------------------- |
| 1     | Холоп                                     | Централ Партнершип     | 2 693 258 813         |
| 2     | Лёд 2                                     | Централ Партнершип     | 1 468 534 425         |
| 3     | Джентльмены                               | Вольга                 | 1 222 311 194         |
| 4     | Вторжение                                 | СППР                   | 959 602 146           |
| 5     | Довод                                     | Каро-Премьер           | 943 024 362           |
| 6     | Огонь                                     | Централ Партнершип     | 914 147 403           |
| 7     | Соник в кино                              | Централ Партнершип     | 637 197 019           |
| 8     | Плохие парни навсегда                     | СППР                   | 613 792 917           |
| 9     | Союз спасения                             | Двадцатый век Фокс СНГ | 570 695 932           |
| 10    | Удивительное путешествие доктора Дулиттла | UPI                    | 554 032 456           |

## Фильмы, готовые к прокату в 2020 году

### Январь — март
| Премьера      | Премьера | Название                                      | Студия                                                                                              | Режиссёр                                                                        | В ролях | Жанр                                                | Прим.         |
| ------------- | -------- | --------------------------------------------- | --------------------------------------------------------------------------------------------------- | ------------------------------------------------------------------------------- | --- | --------------------------------------------------- | ------------- |
| Я Н В А Р Ь   | 1        | Вторжение                                     | Art Pictures Group                                                                                  | Фёдор Бондарчук                                                                 | Александр Петров, Ирина Старшенбаум, Олег Меньшиков, Риналь Мухаметов                                                                           | фантастика, драма                                   | [ 3 ]         |
| Я Н В А Р Ь   | 1        | Проклятие                                     | Sony Pictures Releasing                                                                             | Николас Порке                                                                   | Андреа Райзборо, Уильям Сэдлер, Демиан Бешир, Джон Чо, Джеки Уивер                                                                              | фильм ужасов                                        | [ 4 ]         |
| Я Н В А Р Ь   | 8        | Под водой                                     | 20th Century Studios, Chernin Entertainment                                                         | Уильям Юбэнк                                                                    | Кристен Стюарт, Ти Джей Миллер, Джессика Хенвик, Венсан Кассель, Мамуду Ати                                                                     | научная фантастика, фильм ужасов, триллер           | [ 5 ]         |
| Я Н В А Р Ь   | 8        | Просто помиловать                             | Macro Media, Warner Bros.                                                                           | Дестин Креттон                                                                  | Джейми Фокс, Бри Ларсон, Майкл Б. Джордан | драма                                               | [ 6 ]         |
| Я Н В А Р Ь   | 16       | (Не)идеальный мужчина                         | Централ партнершип                                                                                  | Марюс Вайсберг                                                                  | Егор Крид, Юлия Александрова, Артём Сучков, Роман Курцын, Максим Лагашкин, Яна Кошкина, Валерия Старченкова, Юлиана Богомолова, Вера Островская | Комедия, Фантастика                                 | [ 7 ]         |
| Я Н В А Р Ь   | 23       | Плохие парни навсегда                         | Columbia Pictures, Jerry Bruckheimer Production,Overbrook Entertainment                             | Адиль Эль Арби, Билал Фалла                                                     | Уилл Смит, Мартин Лоуренс, Ванесса Хадженс, Александр Людвиг, Джо Пантолиано, Томас Браг                                                        | боевик, триллер, комедия, криминальный фильм        | [ 8 ]         |
| Я Н В А Р Ь   | 23       | Марафон желаний                               | Versus Pictures                                                                                     | Даша Чаруша                                                                     | Аглая Тарасова, Мария Миногарова, Кирилл Нагиев                                                                                                 | Комедия                                             | [ 9 ]         |
| Я Н В А Р Ь   | 23       | Ярды                                          | Planeta Inform Film Distribution                                                                    | Андрей Корытко                                                                  | Роман Евдокимов, Аскар Ильясов, Рафаэль Дурноян, Дмитрий Быков, Григорий Данцигер, Марина Митрофанова, Лана Райдер                              | драма                                               | [ 10 ]        |
| Я Н В А Р Ь   | 30       | 1917                                          | Amblin Partners, Neal Street Productions                                                            | Сэм Мендес                                                                      | Джордж Маккей, Дин-Чарльз Чэпмен, Бенедикт Камбербэтч, Колин Фёрт, Ричард Мэдден                                                                | военная драма                                       | [ 11 ]        |
| Я Н В А Р Ь   | 30       | Кома                                          | Большое кино                                                                                        | Никита Аргунов                                                                  | Риналь Мухаметов, Алексей Серебряков, Антон Пампушный, Любовь Аксёнова, Милош Бикович, Ростислав Гулбис, Вилен Бабичев                          | боевик, фантастика                                  | [ 12 ]        |
| Я Н В А Р Ь   | 30       | Танец с саблями                               | |                                                                                 | |                                                     | [ 13 ]        |
| Ф Е В Р А Л Ь | 5        | Хищные птицы. Потрясающая история Харли Квинн | Warner Bros., DC Entertainment                                                                      | Кэти Янь                                                                        | Марго Робби, Джерни Смоллетт-Белл, Мэри Уинстэд, Рози Перес, Крис Мессина, Юэн Макгрегор                                                        | супергеройский фильм                                | [ 14 ] [ 15 ] |
| Ф Е В Р А Л Ь | 5        | Герой СамСам                                  | Studio Folivari Tchack, Mac Guff Ligne, Mac Guff Belgium                                            | Танги де Кермель                                                                | Исаак Лобе-Лебель, Лиор Шабба, Жереми Прево, Себастьян Дежу, Леопольд Фом Дорп                                                                  | приключения                                         |               |
| Ф Е В Р А Л Ь | 12       | Остров фантазий                               | Blumhouse Productions, Columbia Pictures, Sony Pictures Releasing                                   | Джефф Уодлоу                                                                    | Майкл Пенья, Люси Хейл, Мэгги Кью, Портия Даблдэйл, Джимми О. Ян, Райан Хэнсен, Майкл Рукер, Шарлотта Маккинни                                  | фильм ужасов                                        | [ 16 ]        |
| Ф Е В Р А Л Ь | 13       | Джентльмены                                   | STX Entertainment                                                                                   | Гай Ричи                                                                        | Чарли Ханнэм, Хью Грант, Мэттью Макконахи, Генри Голдинг, Мишель Докери, Колин Фаррелл                                                          | криминал, комедия, боевик                           | [ 17 ]        |
| Ф Е В Р А Л Ь | 14       | Лёд 2                                         | Кинокомпания «Водород», Art Pictures Group                                                          | Жора Крыжовников                                                                | Александр Петров, Аглая Тарасова | спортивная мелодрама                                | [ 18 ]        |
| Ф Е В Р А Л Ь | 20       | Зов предков                                   | 20th Century Studios                                                                                | Крис Сандерс                                                                    | Дэн Стивенс, Колин Вуделл, Харрисон Форд, Карен Гиллан                                                                                          | приключения                                         | [ 19 ]        |
| Ф Е В Р А Л Ь | 20       | Удивительное путешествие доктора Дулиттла     | Universal Pictures, Roth Films                                                                      | Стивен Гейган                                                                   | Роберт Дауни мл., Антонио Бандерас, Майкл Шин, Генри Коллетт, Джим Бродбент                                                                     | фэнтези, комедия, боевик, приключения, семейный     | [ 20 ]        |
| Ф Е В Р А Л Ь | 20       | Соник в кино                                  | Paramount Pictures, Marza Animation Pictures, Original Film, Sega, Blur Studio, Hedgehog Films Inc. | Джефф Хаулер                                                                    | Бен Шварц, Джеймс Марсден, Тика Самптер, Адам Палли, Нил Макдонаф, Джим Керри                                                                   | комедия, приключения, семейный, боевик              | [ 21 ]        |
| Ф Е В Р А Л Ь | 27       | Яга. Кошмар тёмного леса                      | QS Films, Нон-стоп Продакшн, Централ Партнершип                                                     | Святослав Подгаевский                                                           | Марьяна Спивак, Светлана Устинова, Алексей Розин                                                                                                | фильм ужасов                                        | [ 22 ]        |
| М А Р Т       | 5        | Вперёд                                        | Disney, Pixar                                                                                       | Дэн Скэнлон                                                                     | Том Холланд и Крис Прэтт | мультфильм, фэнтези, комедия, приключения, семейный | [ 23 ]        |
| М А Р Т       | 5        | Человек-невидимка                             | Universal Pictures                                                                                  | Ли Уоннел                                                                       | Элизабет Мосс, Оливер Джексон-Коэн, Элдис Ходж, Сторм Рид, Харриет Дайер, Бенедикт Харди, Сэм Смит                                              | ужасы, фантастика, триллер                          | [ 24 ]        |
| М А Р Т       | 5        | Отель Белград                                 | Супер, START, Yellow, Black & White, ARCHANGEL STUDIOS                                              | Константин Статский                                                             | Милош Бикович, Диана Пожарская, Борис Дергачёв, Александра Кузёнкина                                                                            | комедия                                             |               |
| М А Р Т       | 5        | Очень женские истории                         | Капелла Фильм                                                                                       | Антон Бильжо, Наташа Меркулова, Лика Ятковская, Анна Саруханова, Оксана Михеева | Анна Михалкова, Виктория Толстоганова, Виктория Исакова, Любовь Толкалина                                                                       | комедия, мелодрама                                  |               |
| М А Р Т       | 5        | Один вдох                                     | Общественное мнение                                                                                 | Елена Хазанова                                                                  | Виктория Исакова, Владимир Яглыч, Максим Суханов, Артём Ткаченко, Стася Милославская                                                            | драма, спорт                                        | [ 25 ]        |
| М А Р Т       | 5        | Побег из Претории                             | South Australian Film Corporation                                                                   | Фрэнсис Аннан                                                                   | Дэниел Рэдклифф, Дэниел Веббер, Иэн Харт, Марк Леонард Винтер, Нэйтан Пейдж, Адам Овадия, Адам Туоминен, Тим Дженкин                            | триллер                                             |               |
| М А Р Т       | 12       | Бладшот                                       | Sony Pictures Releasing, Columbia Pictures                                                          | Дэйв Уилсон                                                                     | Вин Дизель, Сэм Хоган, Гай Пирс, Ламорн Моррис, Эйса Гонсалес, Тоби Кеббелл                                                                     | супергеройский фильм, боевик                        | [ 26 ]        |
| М А Р Т       | 12       | Счастье в конверте                            | Кинокомпания «Интеграция»                                                                           | Светлана Суханова                                                               | Фёдор Лещёв, Ефим Каменецкий, Евгения Глотова, Татьяна Самарина, Залим Мирзоев                                                                  | драма                                               |               |
| М А Р Т       | 19       | Убийства по открыткам                         | Каскад фильм                                                                                        | Данис Танович                                                                   | Джеффри Дин Морган, Фамке Янссен, Наоми Баттрик                                                                                                 | детектив, триллер                                   | [ 27 ]        |
| М А Р Т       | 19       | Тролли. Мировой тур                           | Universal Pictures, DreamWorks Animation                                                            | Уолт Дорн                                                                       | Анна Кендрик, Джастин Тимберлэйк | мультфильм, приключения, экшн, комедия              | [ 28 ]        |

### Апрель — июнь
| Премьера    | Премьера | Название     | Студия                                                                        | Режиссёр       | В ролях                                                                        | Жанр                                 | Прим.  |
| ----------- | -------- | ------------ | ----------------------------------------------------------------------------- | -------------- | ------------------------------------------------------------------------------ | ------------------------------------ | ------ |
| А П Р Е Л Ь | 23       | Спутник      | Кинокомпания «Водород», Art Pictures Studio, Hype Film, НМГ Студия, Фонд кино | Егор Абраменко | Оксана Акиньшина, Пётр Фёдоров, Антон Васильев, Фёдор Бондарчук, Павел Устинов | фантастика, космический хоррор       |        |
| М А Й       | 15       | Скуби-Ду     | Warner Animation Group                                                        | Тони Червоне   | Фрэнк Уэлкер, Уилл Форте, Аманда Сейфрид, Зак Эфрон, Джина Родригес            | приключения, комедия, семейный фильм |        |
| И Ю Н Ь     | 6        | Артемис Фаул | Walt Disney Studios Motion Pictures, Tribeca Productions                      | Кеннет Брана   | Фердиа Шоу, Лара Макдоннел, Хонг Чау, Нонсо Анози, Джош Гэд, Джуди Денч        | научное фэнтези, приключения         | [ 29 ] |

### Июль — сентябрь
| Премьера        | Премьера | Название                           | Студия | Режиссёр                            | В ролях | Жанр                                                      | Прим.  |
| --------------- | -------- | ---------------------------------- | --- | ----------------------------------- | --- | --------------------------------------------------------- | ------ |
| И Ю Л Ь         | 10       | Бессмертная гвардия                | Skydance Media, Netflix                                                                                          | Джина Принс-Байтвуд                 | Шарлиз Терон, Кики Лэйн, Маттиас Схунартс , Марван Кензари, Лука Маринелли                                                                | боевик, фантастика                                        |        |
| И Ю Л Ь         | 10       | Грейхаунд                          | Sony Pictures | Аарон Шнайдер                       | Том Хэнкс, Элизабет Шу, Стивен Грэм | боевик, драма, военный фильм                              |        |
| И Ю Л Ь         | 10       | Палм-Спрингс                       | Limelight Productions, Hulu                                                                                      | Макс Барбаков                       | Энди Сэмберг, Кристин Милиоти, Дж. К. Симмонс, Питер Галлахер, Мередит Хагнер                                                             | комедия, фантастика                                       |        |
| И Ю Л Ь         | 16       | Бесшумный                          | Anova Pictures                                                                                                   | Робин Пронт                         | Николай Костер-Вальдау, Аннабель Уоллис                                                                                                   | боевик, триллер                                           |        |
| И Ю Л Ь         | 24       | Кто не спрятался                   | Black Bear Pictures                                                                                              | Дэйв Франко                         | Дэн Стивенс, Элисон Бри, Шейла Ванд, Джереми Аллен Уайт, Тоби Хасс                                                                        | ужасы                                                     |        |
| А В Г У С Т     | 1        | Русалка в Париже                   | Entre Chien et Loup, Kinology, Overdrive Productions, Sister and Brother Mitevski, Timpel Pictures, Wonder Films | Матиас Мальзье                      | Мэрилин Лима, Николя Дювошель, Чеки Карио, Росси де Пальма, Роман Боринже                                                                 | фэнтези, мелодрама, комедия                               |        |
| А В Г У С Т     | 6        | Не все дома                        | Экспонента Фильм                                                                                                 | Людовик Бернард                     | Франк Дюбоск, Ор Атика, Алексис Михалик                                                                                                   | комедия                                                   |        |
| А В Г У С Т     | 6        | Неистовый                          | Burek Films, Solstice Studios                                                                                    | Деррик Борте                        | Рассел Кроу, Джимми Симпсон, Карен Писториус, Гэбриел Бейтман                                                                             | триллер, боевик                                           |        |
| А В Г У С Т     | 14       | Губка Боб в бегах                  | Nickelodeon Movies, Paramount Animation, Mikros Image, United Plankton Pictures                                  | Тим Хилл                            | Том Кенни, Билл Фагербакки, Роджер Бампасс, Клэнси Браун, Мистер Лоуренс, Кэролин Лоуренс, Мэтт Берри, Аквафина                           | приключения, комедия, семейный фильм                      | [ 30 ] |
| А В Г У С Т     | 20       | Агент Ева                          | Freckle Films, Voltage Pictures                                                                                  | Тейт Тейлор                         | Джессика Честейн, Колин Фаррелл, Джина Дэвис, Джон Малкович                                                                               | боевик, триллер, драма, криминал, детектив                |        |
| А В Г У С Т     | 20       | Гренландия                         | Thunder Road Films, G-Base, Anton Riverstone Pictures                                                            | Рик Роман Во                        | Джерард Батлер, Морена Баккарин, Скотт Гленн, Дэвид Денман                                                                                | фильм-катастрофа, фантастика, триллер, драма              |        |
| А В Г У С Т     | 27       | Вратарь Галактики                  | Кинокомпания «СТВ», Бонанза Студио, Main Road Post                                                               | Джаник Файзиев                      | Евгений Романцов, Виктория Агалакова, Евгений Миронов, Михаил Ефремов, Елена Яковлева                                                     | фантастика, приключения                                   | [ 31 ] |
| А В Г У С Т     | 27       | Билл и Тед снова в деле            | Orion Pictures, Endeavor Content, Hammerstone Studios                                                            | Дин Паризо                          | Киану Ривз, Алекс Уинтер, Уильям Сэдлер, Бриджетт Ланди-Пейн                                                                              | научная фантастика, комедия                               |        |
| С Е Н Т Я Б Р Ь | 3        | Довод                              | Syncopy Films | Кристофер Нолан                     | Роберт Паттинсон, Элизабет Дебики, Джон Дэвид Вашингтон                                                                                   | Боевик, триллер, мелодрама                                | [ 32 ] |
| С Е Н Т Я Б Р Ь | 3        | Новые мутанты                      | 20th Century Studios, Marvel Entertainment, Genre Films, Sunswept Entertainment                                  | Джош Бун                            | Аня Тейлор-Джой, Мэйси Уильямс, Чарли Хитон, Генри Зага, Блю Хант, Алисе Брага                                                            | фантастика, супергеройский фильм                          |        |
| С Е Н Т Я Б Р Ь | 10       | Мулан                              | Walt Disney Pictures, Jason T. Reed Productions, Good Fear                                                       | Ники Каро                           | Лю Ифэй, Йосон Ан, Гун Ли, Джейсон Скотт Ли, Ци Ма, Донни Йен, Джет Ли                                                                    | драма, приключение                                        | [ 33 ] |
| С Е Н Т Я Б Р Ь | 17       | После. Глава 2                     | CalMaple Media                                                                                                   | Роджер Камбл                        | Джозефин Лэнгфорд, Хиро Файнс-Тиффин, Дилан Спраус                                                                                        | мелодрама                                                 |        |
| С Е Н Т Я Б Р Ь | 17       | Антебеллум                         | QC Entertainment, Lionsgate                                                                                      | Джерад Буш, Кристофер Ренц          | Жанель Монэ, Эрик Ланж, Джена Мэлоун, Джек Хьюстон, Кирси Клемонс, Габури Сидибе                                                          | триллер, драма                                            |        |
| С Е Н Т Я Б Р Ь | 24       | Стрельцов                          | ТПО Рок | Илья Учитель                        | Александр Петров, Александр Яценко, Виктор Добронравов, Надежда Маркина, Алексей Морозов, Ефим Петрунин, Виталий Хаев, Стася Милославская | драма, спорт, фильм-биография                             |        |
| С Е Н Т Я Б Р Ь | 24       | Пингвинёнок Пороро: Мир Динозавров | ICONIX, OCON, EBS Entertaiment                                                                                   | Ким Хён-хо                          | Ли Сон, Ли Ми-джа, Ким Хён-джи, Хон Со-ён, Чон Ми-сук, Ким Со-ён, Ким Хван-джин, Нам До-хён, Чон Сын-Ук, Ли Джан-вон, Хван Чхан-ён        | Мультфильм, Фэнтези, Приключения                          |        |
| С Е Н Т Я Б Р Ь | 24       | Белка и Стрелка. Карибская тайна   | Студия "КиноАтис", "Киностудия имени М. Горького                                                                 | Инна Евланникова, Александр Храмцов | Юлия Пересильд, Ирина Пегова, Евгений Миронов, Сергей Бурунов, Сергей Шнуров                                                              | исторический мультфильм, комедия, приключения, фантастика |        |

### Октябрь — декабрь
| Премьера      | Премьера | Название                     | Студия | Режиссёр                            | В ролях | Жанр                                                | Прим.  |
| ------------- | -------- | ---------------------------- | --- | ----------------------------------- | --- | --------------------------------------------------- | ------ |
| О К Т Я Б Р Ь | 1        | Русский рейд                 | Радрагон, ССБ кино | Денис Крючков                       | Иван Котик, Александр Красовский, Илья Антоненко, Владимир Минеев | фантастика, боевик                                  |        |
| О К Т Я Б Р Ь | 8        | Гудбай, Америка!             | Большое кино, Russian World Vision | Сарик Андреасян                     | Дмитрий Нагиев, Владимир Яглыч, Елизавета Моряк, Юрий Стоянов, Лянка Грыу, Добромир Машуков | драма, мелодрама, комедия                           |        |
| О К Т Я Б Р Ь | 15       | Авангард: Арктические волки  | China Film, International Media Co. | Стэнли Тонг                         | Джекки Чан, Ян Ян, Мия Муци, Лунь Ай | боевик, криминал, комедия                           |        |
| О К Т Я Б Р Ь | 15       | Все оттенки Токио            | Blackbird, Wandering Trail Pictures | Уильям Олссон                       | Александра Даддарио, Кэрис ван Хаутен, Такэхиро Хира | драма, триллер                                      |        |
| О К Т Я Б Р Ь | 15       | Гипноз                       | Фонд кино | Валерий Тодоровский                 | Сергей Гиро, Максим Суханов | психологический триллер                             |        |
| О К Т Я Б Р Ь | 22       | Доктор Лиза                  | Киностудия КИТ, Продюсеркий центр ИВАН, НТВ                                                                                                  | Оксана Карас                        | Чулпан Хаматова, Андрей Бурковский, Евгений Писарев, Анджей Хыра | драма, биография                                    |        |
| О К Т Я Б Р Ь | 29       | Дедушка НЕлёгкого поведения  | Square One Entertainment, Marro Films, The Fyzz Facility, Sigh Films, Emmett/Furla Oasis, Tri-G Films, West Madison Entertainment, Ingenious | Тим Хилл                            | Роберт де Ниро, Оакс Фегли, Ума Турман, Роб Риггл, Лора Марано, Чич Марин, Джейн Сеймур, Кристофер Уокен, Хулиосезар Чавез, Исаак Крагтен, Т.Дж. МакГиббон, Лидия Стислингер, Поппи Ганьон                                                                                          | комедийная драма, семейный                          | [ 34 ] |
| О К Т Я Б Р Ь | 29       | Вдова                        | QS Films | Иван Минин                          | Виктория Потёмина, Анастасия Грибова, Маргарита Бычкова, Илья Агапов, Алексей Анискин | ужасы, триллер                                      |        |
| О К Т Я Б Р Ь | 29       | Ведьмы                       | Warner Bros. Pictures, ImageMovers, Double Dare You Productions, Esperanto Filmoj, Nectopia Entertainment                                    | Роберт Земекис                      | Энн Хэтэуэй, Октавия Спенсер, Стэнли Туччи, Крис Рок | кинокомедия, приключения, семейный фильм            |        |
| Н О Я Б Р Ь   | 4        | Выбивая долги                | Cross Creek Pictures, Cendar Park Entertainment                                                                                              | Дэвид Эйер                          | Шайа Лабаф, Бобби Сито, Синтия Кармона, Челси Рендон, Лана Паррия, Джордж Лопес, Эльпидия Каррильо | триллер, драма, криминал                            |        |
| Н О Я Б Р Ь   | 4        | В чужой шкуре                | ADS Service | Брендон Кроненберг                  | Андреа Райсборо, Дженнифер Джейсон Ли, Кристофер Эбботт | триллер, научная фантастика, боди-хоррор            |        |
| Н О Я Б Р Ь   | 12       | Непосредственно Каха         | Фильмы навсегда, START Studio | Виктор Шамиров                      | Артём Каракозян, Артём Калайджян, Марина Калецкая, Людмила Артемьева, Микаэл Погосян, Нана Муштакова, Милена Цвохреба-Агранович, Тамара Турава, Вартан Даниелян, Артур Оганесян | комедия                                             |        |
| Н О Я Б Р Ь   | 13       | Манк                         | Netflix | Дэвид Финчер                        | Гэри Олдмен, Аманда Сейфрид, Лили Коллинз | фильм-биография                                     | [ 35 ] |
| Н О Я Б Р Ь   | 19       | Смертельные иллюзии          | MEGOGO | Олег Асадулин                       | Андрей Бурковский, Павел Чинарёв, Данила Якушев, Аглая Тарасова, Семён Трескунов, Сергей Сафронов, Алексей Кравченко, Марина Петренко, Александр Галибин | триллер                                             | [ 36 ] |
| Н О Я Б Р Ь   | 19       | Афера по-голливудски         | StoryBoard Media, Don Kee Productions, Lucky 13 Productions, March On Productions, Scoring Berlin, Sprockefeller Pictures                    | Джордж Галло                        | Роберт Де Ниро, Томми Ли Джонс, Морган Фриман, Эмиль Хирш, Зак Брафф | комедия, боевик, экшн                               |        |
| Н О Я Б Р Ь   | 26       | На острие                    | Telesto | Эдуард Бордуков                     | Светлана Ходченкова, Стася Милославская, Сергей Пускепалис | драма, спортивный фильм                             |        |
| Д Е К А Б Р Ь | 3        | Полное погружение            | Лицензионные бренды, при поддержке «фонда кино», Luminescence Kft                                                                            | Василий Ровенский                   | Алексей Воробьёв, Полина Гагарина, Филипп Киркоров | приключенческий фильм, семейный фильм, сказка       |        |
| Д Е К А Б Р Ь | 10       | Серебряные коньки            | Централ Партнершип, Киностудия КИТ, Студия Тритэ                                                                                             | Михаил Локшин                       | Фёдор Федотов, Софья Присс, Кирилл Зайцев, Алексей Гуськов, Юрий Колокольников, Северия Янушаускайте | драма, приключения                                  |        |
| Д Е К А Б Р Ь | 17       | Реальные пацаны против Зомби | Good Story Media, ТНТ, КароПрокат | Жанна Кадникова                     | Николай Наумов, Зоя Бербер, Владимир Селиванов, Валентина Мазунина, Армен Бежанян, Марина Федункив, Сергей Ершов, Станислав Тляшев, Мария Скорницкая, Игорь Ознобихин, Алексей Базанов и другие                                                                                     | комедия, фантастика                                 | [ 37 ] |
| Д Е К А Б Р Ь | 17       | Брешь                        | 308 Ent, Almost Never Films Inc., Aloe Entertainment, Saban Films                                                                            | Джон Суитс                          | Брюс Уиллис, Коуди Кирсли, Томас Джейн, Кассандра Клементи, Рейчел Николс | фантастика, боевик, ужасы                           |        |
| Д Е К А Б Р Ь | 17       | Обратная связь               | Columbia Pictures, Марс Медиа Энтертеймент, Амедиа, Стрела                                                                                   | Алексей Нужный                      | Леонид Барац, Ростислав Хаит, Камиль Ларин, Александр Демидов | комедия                                             |        |
| Д Е К А Б Р Ь | 24       | Семейка Крудс 2: Новоселье   | DreamWorks Animation, Universal Studios | Джоэл Кроуфорд                      | Николас Кейдж, Райан Рейнольдс, Лесли Манн, Кэтрин Кинер, Питер Динклэйдж, Клорис Личмен, Кларк Дьюк, Келли Мари Трэн, Рэнди Том | мультфильм, фэнтези, комедия, приключения, семейный | [ 38 ] |
| Д Е К А Б Р Ь | 24       | Барбоскины на даче           | Sony Pictures Releasing, Columbia Pictures, студия «Мельница», Кинокомпания СТВ, при поддержке «Фонда кино»,                                 | Елена Галдобина, Фёдор Дмитриев     | Ксения Бржезовская, Юлия Зоркина, Мария Цветкова-Овсянникова, Михаил Черняк, Екатерина Гороховская, Вадим Бочанов, Максим Сергеев, Валерий Смекалов и Иван Чабан | мультфильм, приключения, комедия                    | [ 39 ] |
| Д Е К А Б Р Ь | 24       | Огонь                        | Студия ТриТэ, Централ Партнершип | Алексей Нужный                      | Константин Хабенский, Андрей Смоляков, Ирина Горбачёва, Виктор Добронравов | драма, приключения                                  | [ 40 ] |
| Д Е К А Б Р Ь | 31       | Конь Юлий и большие скачки   | Sony Pictures Releasing, Columbia Pictures, при поддержке «Фонда кино», студия «Мельница», Кинокомпания СТВ                                  | Дарина Шмидт, Константин Феоктистов | Дмитрий Высоцкий, Сергей Маковецкий, Михаил Черняк, Сергей Бурунов, Анатолий Петров, Олег Куликович, Валерий Соловьёв, Дмитрий Быковский, Лия Медведева, Юлия Зоркина, Мария Цветкова-Овсянникова, Максим Сергеев, Валентин Морозов, Яков Петров, Александр Демич и Андрей Кузнецов | приключения, комедия, мультфильм                    | [ 41 ] |

## Награды

### Премия «Золотой глобус»
77-я церемония вручения наград американской премии «Золотой глобус» состоялась 5 января 2020 года в отеле «Беверли-Хилтон», Лос-Анджелес, США. Ведущим церемонии выступил британский комик Рики Джервейс. Почётная награда имени Сесиля Б. Де Милля за жизненные достижения в области кинематографа была вручена актёру Тому Хэнксу.
- Лучший фильм (драма): «1917»
- Лучший фильм (комедия или мюзикл): «Однажды в… Голливуде»
- Лучший режиссёр: Сэм Мендес — «1917»
- Лучшая мужская роль (драма): Хоакин Феникс — «Джокер»
- Лучшая женская роль (драма): Рене Зеллвегер — «Джуди»
- Лучшая мужская роль (комедия или мюзикл): Тэрон Эджертон — «Рокетмен»
- Лучшая женская роль (комедия или мюзикл): Аквафина — «Прощание»
- Лучшая мужская роль второго плана: Брэд Питт — «Однажды в… Голливуде»
- Лучшая женская роль второго плана: Лора Дерн — «Брачная история»
- Лучший сценарий: Квентин Тарантино — «Однажды в… Голливуде»
- Лучший анимационный фильм: «Потерянное звено»
- Лучший фильм на иностранном языке: «Паразиты» (Корея)

### Critics' Choice Movie Awards
25-я церемония вручения наград премии Critics' Choice Movie Awards Ассоциацией телекинокритиков США и Канады прошла 12 января 2020 года в Калифорнии. Ведущим церемонии был американский актёр и музыкант Тэй Диггз.
- Лучший фильм: «Однажды в… Голливуде»
- Лучший режиссёр: Сэм Мендес — «1917» и Пон Чжун Хо — «Паразиты»
- Лучшая мужская роль: Хоакин Феникс — «Джокер»
- Лучшая женская роль: Рене Зеллвегер — «Джуди»
- Лучшая мужская роль второго плана: Брэд Питт — «Однажды в… Голливуде»
- Лучшая женская роль второго плана: Лора Дерн — «Брачная история»
- Лучший актёрский состав: «Ирландец»
- Лучший анимационный фильм: «История игрушек 4»
- Лучший фильм на иностранном языке: «Паразиты» (Корея)

### Премия Гильдии продюсеров США
31-я церемония вручения премии Гильдии продюсеров США за заслуги в области кинематографа и телевидения за 2019 год состоялась 18 января 2020 года в Голливуде.
- Лучший фильм: «1917»
- Лучший анимационный фильм: «История игрушек 4»

### Премия Гильдии киноактёров США
26-я церемония вручения премии Гильдии киноактёров США за заслуги в области кинематографа и телевидения за 2019 год состоялась 20 января 2020 года в Лос-Анджелесе.
- Лучший актёрский состав: «Паразиты»
- Лучшая мужская роль: Хоакин Феникс — «Джокер»
- Лучшая женская роль: Рене Зеллвегер — «Джуди»
- Лучшая мужская роль второго плана: Брэд Питт — «Однажды в… Голливуде»
- Лучшая женская роль второго плана: Лора Дерн — «Брачная история»
- Лучший каскадёрский состав: «Мстители: Финал»

### Премия «Белый слон»
20-я церемония кинопремии Гильдии киноведов и кинокритиков России «Белый слон» прошла 22 января в Доме кино в Москве.
- Лучший фильм: «Дылда»
- Лучшая режиссёрская работа: Кантемир Балагов — «Дылда»
- Лучший фильм дебют: «Мальчик русский»
- Лучший мужская роль: Алексей Агранович — «Юморист» и Алексей Вертков «Воскресенье»
- Лучшая женская роль: Елена Сусанина — «Керосин»
- Лучший мужская роль второго плана: Александр Балуев — «Француз»
- Лучшая женская роль второго плана: Наталья Тенякова — «Француз»
- Лучший документальный фильм: «Кино эпохи перемен»
- Лучший сценарий: Юсуп Разыков — «Керосин»
- Приз молодых кинокритиков «Голос» — «Тиннитус»

### Премия «Золотой орёл»
18-я церемония вручения наград премии «Золотой орёл» состоялась 24 января 2020 года в первом павильоне киноконцерна «Мосфильм».
- Лучший игровой фильм: «Текст»
- Лучшая режиссёрская работа: Алексей Сидоров за работу над фильмом «Т-34»
- Лучший сценарий: Алексей Сидоров за сценарий к фильму «Т-34»
- Лучшая мужская роль: Александр Петров за роль в фильме «Текст»
- Лучшая женская роль: Виктория Мирошниченко за роль в фильме «Дылда»
- Лучшая мужская роль второго плана: Иван Янковский за роль в фильме «Текст»
- Лучшая женская роль второго плана: Евгения Брик за роль в фильме «Одесса»
- Лучший зарубежный фильм в российском прокате: «Король Лев» (США)

### Премия Гильдии режиссёров США
72-я церемония вручения премий Американской гильдии режиссёров за заслуги в области кинематографа и телевидения за 2019 год состоялась 25 января 2020 года в Лос-Анджелесе.
- Лучший режиссёр фильм: Сэм Мендес «1917»
- Лучший режиссёр дебютного фильма: Альма Харель «Милый мальчик»

### Премия BAFTA
73-я церемония вручения наград британской премии «BAFTA» состоялась 2 февраля 2020 года в концертном зале Альберт-холл в Лондоне, Великобритания.
- Лучший фильм: «1917»
- Лучший британский фильм: «1917»
- Лучший фильм на иностранном языке: «Паразиты» (Южная Корея)
- Лучший режиссёр: Сэм Мендес — «1917»
- Лучшая мужская роль: Хоакин Феникс — «Джокер»
- Лучшая женская роль: Рене Зеллвегер — «Джуди»
- Лучшая мужская роль второго плана: Брэд Питт — «Однажды в… Голливуде»
- Лучшая женская роль второго плана: Лора Дерн — «Брачная история»
- Лучший оригинальный сценарий: Хан Джин-вон, Пон Чжун Хо — «Паразиты»
- Лучший адаптированный сценарий: Тайка Вайтити — «Кролик Джоджо»
- Лучший анимационный фильм: «Клаус»

### Премия «Независимый дух» (Independent Spirit Awards)
35-я церемония вручения премии «Независимый дух», ориентированной в первую очередь на американское независимое кино, за 2019 год состоялась 8 февраля 2020 года в Санта-Монике.
- Лучший фильм: «Прощание»
- Лучшие режиссёры: Бен и Джошуа Сэфди, «Неогранённые драгоценности»
- Лучшая мужская роль: Адам Сэндлер — «Неогранённые драгоценности»
- Лучшая женская роль: Рене Зеллвегер — «Джуди»
- Лучшая мужская роль второго плана: Уиллем Дефо — «Маяк»
- Лучшая женская роль второго плана: Чжоу Шучжэнь — «Прощание»
- Лучший сценарий: Ноа Баумбак — «Брачная история»
- Лучший фильм на иностранном языке: «Паразиты» (Южная Корея)

### Премия «Оскар»
92-я церемония вручения наград американской премии «Оскар» состоялась 9 февраля 2020 года в театре «Долби», Лос-Анджелес, США. Ведущего у церемонии не было.
- Лучший фильм: «Паразиты»
- Лучший режиссёр: Пон Чжун Хо — «Паразиты»
- Лучшая мужская роль: Хоакин Феникс — «Джокер»
- Лучшая женская роль: Рене Зеллвегер — «Джуди»
- Лучшая мужская роль второго плана: Брэд Питт — «Однажды в… Голливуде»
- Лучшая женская роль второго плана: Лора Дерн — «Брачная история»
- Лучший оригинальный сценарий: Пон Чжун Хо, Хан Джин-вон — «Паразиты»
- Лучший адаптированный сценарий: Тайка Вайтити — «Кролик Джо-джо»
- Лучший анимационный полнометражный фильм: «История игрушек 4»
- Лучший фильм на иностранном языке: «Паразиты» (Южная Корея)

### Премия «Сезар»
45-я церемония вручения наград премии «Сезар» за заслуги в области французского кинематографа за 2019 год состоялась 28 февраля 2020 года в концертном зале Плейель (Париж, Франция)
- Лучший фильм: «Отверженные»
- Лучший фильм на иностранном языке: «Паразиты» (Южная Корея)
- Лучший режиссёр: Роман Полански, «Офицер и шпион»
- Лучшая мужская роль: Рошди Зем — «Боже мой!»
- Лучшая женская роль: Анаис Демустье — «Алиса и мэр»
- Лучшая мужская роль второго плана: Сванн Арло — «По воле божьей»
- Лучшая женская роль второго плана: Фанни Ардан — «Прекрасная эпоха»
- Лучший оригинальный сценарий: Николя Бедос — «Прекрасная эпоха»
- Лучший адаптированный сценарий: Роман Полански, Роберт Харрис — «Офицер и шпион»

### Берлинский кинофестиваль
70-й Берлинский международный кинофестиваль проходил с 20 февраля по 1 марта 2020 года в Берлине, Германия. В основной конкурс вошло 18 лент. Жюри основного конкурса возглавлял английский актёр Джереми Айронс.
- Золотой медведь: «Зла не существует», реж. Мохаммад Расулоф (Германия, Чехия, Иран)
- Гран-при жюри (Серебряный медведь): «Никогда, редко, иногда, всегда», реж. Элиза Хиттман (США)
- Серебряный медведь за лучшую режиссёрскую работу: Хон Сансу, «Женщина, которая убежала» (Южная Корея)
- Серебряный медведь за лучшую мужскую роль: Элио Джермано за «Я хотел спрятаться» (Италия)
- Серебряный медведь за лучшую женскую роль: Паула Бер за «Ундина» (Германия, Франция)
- Серебряный медведь за лучший сценарий: Дамиано и Фабио Д’Инноченцо за «Плохие сказки» (Италия)
- Серебряный медведь за выдающиеся художественные достижения: Юрген Юргес (оператор) за «ДАУ. Наташа» (Германия, Украина, Великобритания, Россия)

### Венецианский кинофестиваль
77-й Венецианский международный кинофестиваль проходил с 2 по 12 сентября 2020 года в Венеции, Италия. В основной конкурс вошли 18 лент. Жюри основного конкурса возглавляла австралийская актриса Кейт Бланшетт.
- Золотой лев: «Земля кочевников», реж. Хлоя Чжао (США)
- Гран-при жюри: «Новый порядок», реж. Мишель Франко (Мексика, Франция)
- Серебряный лев за режиссуру: Киёси Куросава, «Жена шпиона» (Япония)
- Приз за лучший сценарий: Чайтанья Тамхане, «Ученик» (Индия)
- Специальный приз жюри: «Дорогие товарищи!», реж. Андрей Кончаловский (Италия)
- Кубок Вольпи за лучшую мужскую роль: Пьерфранческо Фавино за фильм «Наш отец» (Италия)
- Кубок Вольпи за лучшую женскую роль: Ванесса Кирби за фильм «Фрагменты женщины» (Великобритания)
- Приз Марчелло Мастрояни лучшему молодому актёру/актрисе: Рухолла Замани, «Солнечные дети» (Иран)

### Кинофестиваль в Торонто
45-й ежегодный международный кинофестиваль в Торонто (Канада) проходил с 10 по 21 сентября 2020 года
- Приз зрительских симпатий (1 место): «Земля кочевников», реж. Хлоя Чжао (США)
- Приз зрительских симпатий (2 место): «Одна ночь в Майями», реж. Реджина Кинг (США)
- Приз зрительских симпатий (3 место): «Бинс», реж. Трэйси Дир (Канада)

### «Кинотавр»
31-й открытый российский кинофестиваль «Кинотавр-2020» проходил с 11 по 18 сентября 2020 года в Сочи. Жюри возглавил режиссёр Борис Хлебников.
- Лучший фильм: «Пугало», реж. Дмитрий Давыдов
- Лучший режиссёр: Филипп Юрьев, «Китобой»
- Лучший дебют: «Маша», реж. Анастасия Пальчикова
- Лучшая мужская роль: Владимир Онохов, «Китобой»
- Лучшая женская роль: Валентина Романова-Чыскыырай, «Пугало»
- Лучшая операторская работа: Николай Желудович, «Трое»
- Лучший сценарий: Иван И. Твердовский «Конференция»

### Московский международный кинофестиваль
42-й Московский международный кинофестиваль прошёл в Москве с 1 по 8 октября 2020 года. В основной конкурс вошли 12 картин, в том числе российские фильмы «Гипноз» Валерия Тодоровского, «Дочь рыбака» (Азербайджан, Россия) Исмаила Сафарали, «Мелодия струнного дерева» Ирины Евтеевой, «На дальних рубежах» Максима Дашкина. Председателем жюри основного конкурса был режиссёр, продюсер Тимур Бекмамбетов. Главный приз кинофестиваля, «Золотой Георгий», получил фильм «Блокадный дневник» российского режиссёра Андрея Зайцева.

### Премия Европейской киноакадемии
33-я церемония континентальной премии Европейской академии кино состоялась 12 декабря 2020 года в Берлине в онлайн-режиме.
- Лучший европейский фильм: «Ещё по одной» (Дания, Швеция, Нидерланды)
- Лучший европейский режиссёр: Томас Винтерберг — «Ещё по одной» (Дания)
- Лучший европейский сценарист: Томас Винтерберг, Тобиас Линдхольм — «Ещё по одной» (Дания)
- Лучший европейский актёр: Мадс Миккельсен — «Ещё по одной» (Дания)
- Лучшая европейская актриса: Паула Бер — «Ундина» (Германия)
- Лучшая европейская комедия: «Триумф» (Франция)

### Премия «Ника»
33-я церемония вручения наград премии Российской академии кинематографических искусств «Ника» состоялась 25 апреля 2021 года в концертном зале Vegas City Hall. Из-за пандемии на церемонии вручали призы сразу за 2019 и 2020 годы.
- Лучший игровой фильм: «Француз»
- Лучший фильм стран СНГ и Балтии: «Вдох-выдох» (Грузия)
- Лучшая режиссёрская работа: Андрей Смирнов за работу над фильмом «Француз»
- Лучший сценарий: Дмитрий Глуховский за сценарий к фильму «Текст»
- Лучшая мужская роль: Леонид Ярмольник за роль в фильме «Одесса»
- Лучшая женская роль: Самал Еслямова за роль в фильме «Айка» и Виктория Мирошниченко за роль в фильме «Дылда»
- Лучшая мужская роль второго плана: Александр Балуев за роль в фильме «Француз»
- Лучшая женская роль второго плана: Наталья Тенякова за роль в фильме «Француз»